# Buttonwood Agreement

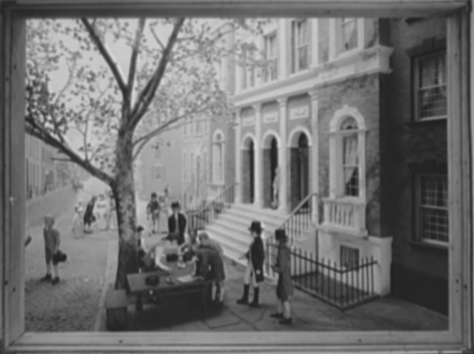
Ritratto di brokers sotto il platano, Museum of the City of New York

Con il termine Buttonwood Agreement ci si riferisce all'accordo del 17 maggio 1792 sancì il processo di nascita del "New York Stock & Exchange Board", la borsa di New York, ora nota come NYSE.
L'accordo fu firmato nel corso della presidenza di George Washington da 24 brokers a Wall Street sotto un platano (in inglese buttonwood tree, da cui il nome dell'accordo) dove, nel XVIII secolo si eseguivano solitamente gli scambi borsistici.